# Podlužany (powiat Levice)
Podlužany – wieś (obec) na Słowacji położona w kraju nitrzańskim, w powiecie Levice. Pierwsze wzmianki o miejscowości pochodzą z roku 1275.
Według danych z dnia 31 grudnia 2012, wieś zamieszkiwało 775 osób, w tym 387 kobiet i 388 mężczyzn.
W 2001 roku rozkład populacji względem narodowości i przynależności etnicznej wyglądał następująco:
- Słowacy – 98,97%
- Czesi – 0,51%
- Węgrzy – 0,26%

Ze względu na wyznawaną religię struktura mieszkańców kształtowała się w 2001 roku następująco:
- Katolicy rzymscy – 93,58%
- Ewangelicy – 1,41%
- Ateiści – 3,85%
- Przedstawiciele innych wyznań – 0,51%
- Nie podano – 0,39%